# Couvent Saint-Augustin d'Amberg

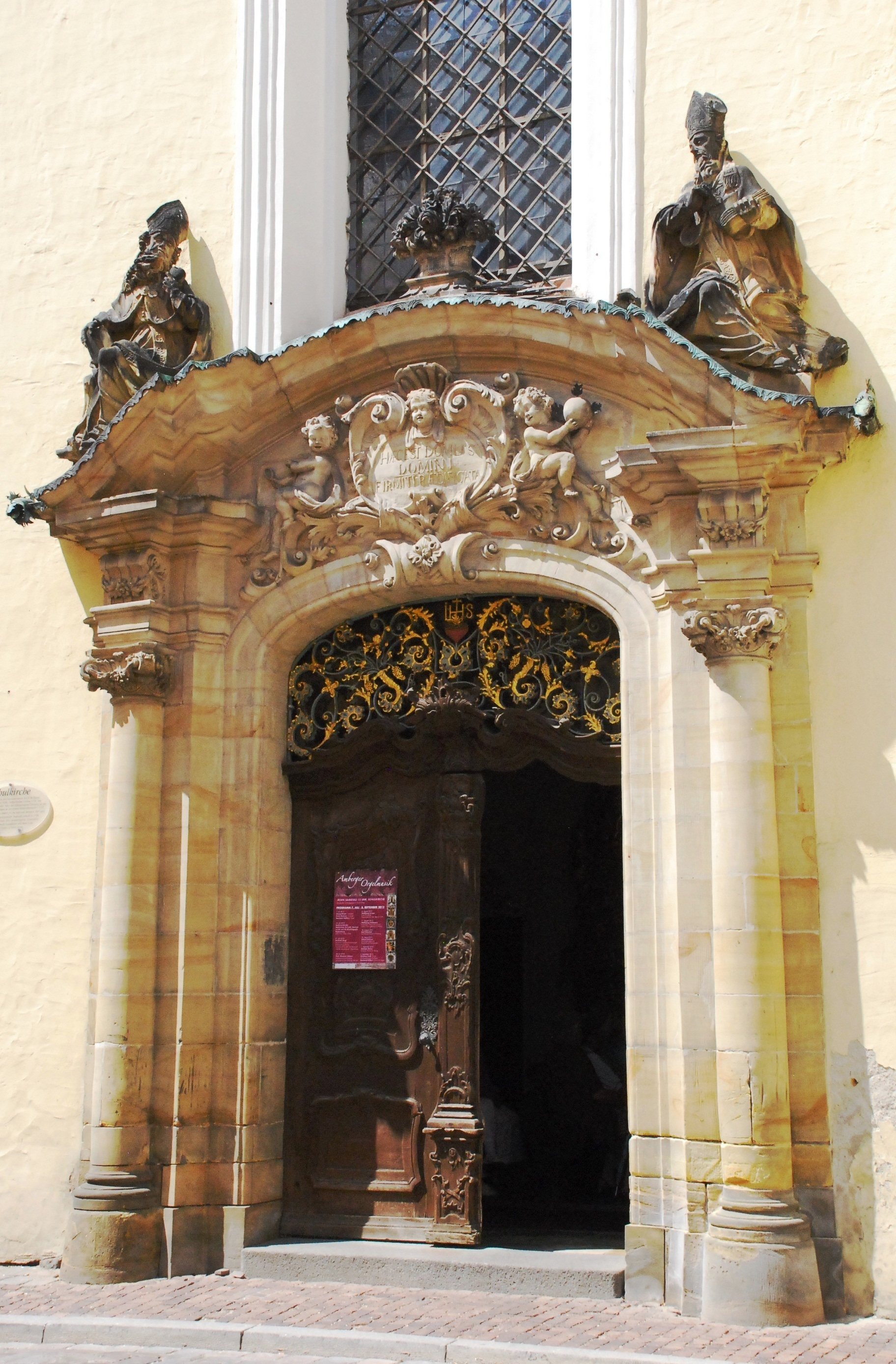
Portail de l'ancienne église conventuelle.

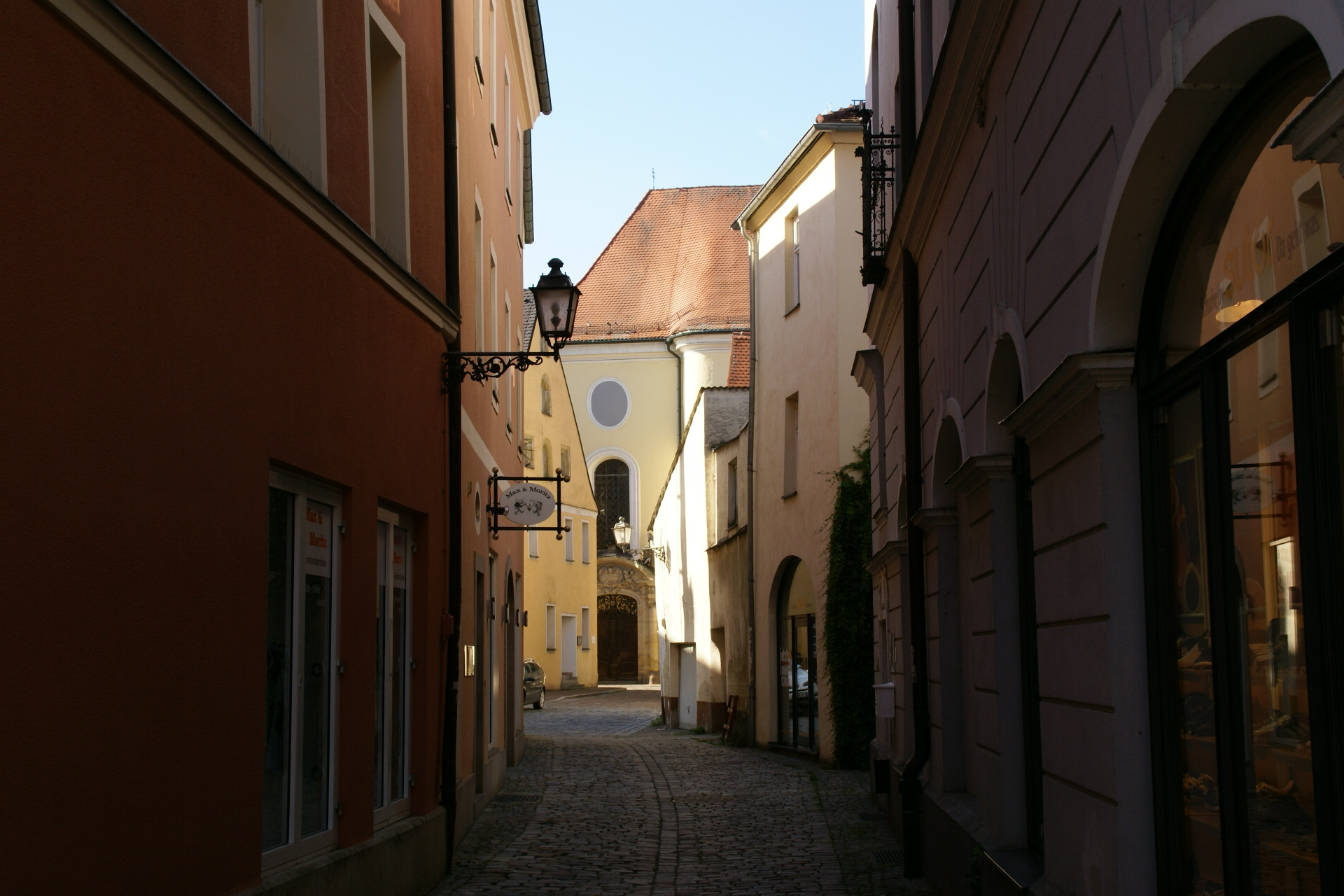
Aperçu de la Löwenwirtsgässchen où donne l'ancienne église conventuelle.

Le couvent Saint-Augustin (Kloster St. Augustinus) est un ancien couvent de Visitandines situé dans le Haut-Palatinat (Bavière) à Amberg. 

## Histoire
C'est à la demande d'Henriette-Adélaïde de Savoie, épouse du prince Ferdinand-Marie de Bavière, que le pape Alexandre VII érige canoniquement le 24 mars 1667 deux communautés, l'une à Munich (l'Abbaye-aux-Dames) et l'autre à Amberg pour les Visitandines. Alors que le monastère de la capitale de la principauté est fondé dès 1671, l'électeur Maximilien-Emmanuel de Bavière ne se conforme à la demande expresse des magistrats d'Amberg que le 18 janvier 1692, pour installer des religieuses qui devaient être des femmes « ayant l'obligation de travailler de manière décente, devant être de bonnes vertus et dans la crainte de Dieu ». Sept religieuses de la maison-mère de Munich arrivent à Amberg le 25 avril 1692 dans des locaux provisoires. Pour assurer leur subsistance, les revenus des couvents de Gnadenberg et de Seligenporten, qui n'avaient pas été assurés depuis la Réforme, leur sont dévolus.
Le couvent est construit de 1693 à 1696 d'après les plans de Wolfgang Dientzenhofer (de). Le décor intérieur est dû au stucateur italien Giovanni Battista Carlone. L'église Saint-Augustin est consacrée en 1699 par l'évêque coadjuteur, Mgr von Wartenberg (de). Sous le supériorat de Mère Viktoria von Orban, l'église est peinte et décorée intérieurement par des artistes bavarois ; parmi eux Anton Landes pour les stucs et Gottfried Bernhard Götz pour les fresques.
Le couvent et son église sont bien entretenus et le couvent qui est florissant peut envoyer dès 1755 six religieuses pour démarrer la fondation (1753) de leur filiale à Sulzbach, le couvent Sainte-Hedwige de Sulzbach. Après la sécularisation de tous les monastères de Bavière en 1803 voulue par Napoléon pour permettre le paiement des dépenses de guerre (la Bavière est l'alliée de la France), le couvent d'Amberg est exproprié en 1804 et les religieuses se réfugient à Sulzbach qui est à son tour sécularisé en 1809.
À la fin du XVIIIe siècle, il y avait vingt-deux religieuses professes et six religieuses tourières. Leur vocation était l'instruction et l'éducation des jeunes filles, enseignement qui était gratuit. Il y avait cent quarante-sept filles à instruire en 1782.

## Fin du couvent
Le couvent est sécularisé le 2 mars 1804 et les religieuses se réfugient dans leur filiale de Sulzbach avec la garantie d'y demeurer ad dies vitae. Quelques religieuses se sécularisent pour continuer l'enseignement des jeunes filles, mais en 1805 l'ancien couvent sert de bibliothèque provinciale. L'ancienne pharmacie du couvent est vendue aux enchères, ainsi que le logement annexe de l'aumônier. En 1839, les locaux restants sont mis à la disposition de la congrégation des Pauvres sœurs des écoles de Notre-Dame et elles en deviennent propriétaires en 1849. Aujourd'hui l'ancien couvent abrite l'école Dr.-Johanna-Decker, école de filles dépendant du diocèse de Ratisbonne.

## Architecture
Les bâtiments du monastère jouxtent le chœur de l'église Saint-Augustin avec deux ailes irrégulières de trois étages dont les façades montrent des décorations de plâtre. Dans certaines salles, les stucs de l’atelier du stucateur Carlone d'Allio sont encore visibles.